# Фаминцыны
Фаминцыны —  древний дворянский род.

## Происхождение и история рода
Происходит от шотландца Христофа Тобиаса Томсона (его фамилия в дословном переводе «сын Фомы», от слияния этих двух слов «ФоминСын → Фоминцын»), шотландский дворянин, выехал в Польшу, где был подполковником артиллерии. За службу жалован поместьями в Минском воеводстве. Александр, его сын, изменил фамилию на Хоминский, чтобы быть более похожим на польского шляхтича.
Правнук Христофа Тобиаса, Парфений, продал свои поместья в Минском воеводстве и примерно в 20 лет переехал в Россию  (1654), принял во святом крещении имя Ивана Фаминцына, жалован поместным и денежным окладом (1681), участвовал в Крымском походе (1687-1688). Вместе с ним в Россию приехал сын, Егор (Юрий) Иванович (?—1731), ставший обер-комендантом Санкт-Петербургской крепости, командир войск в Персии († 1731). Сергей Андреевич, майор, кавалер ордена Святого Георгия 3 степени (1771).

## Описание герба
Щит разделён горизонтально на две части, верхняя также рассечена на две составляющих. В верхней, правой части, в золотом поле изображены два красных оленьих рога (изм. польский герб Биберштейн), в левой, в серебряном поле — оленья голова без рогов. В нижней половине, в серебряном поле, поставлен на подножии большой голубой крест (польский герб Лис). С каждой стороны его видно по четыре маленьких крестика, голубого же цвета с острыми концами и между ними две шпоры с голубым на каждом из них маленьким крестом (изм. польский герб Побог). В нашлемнике изображена между оленьих рогов оленья голова. Герб рода Фаминцыных внесён в Часть 2 Общего гербовника дворянских родов Всероссийской империи, стр. 129.

## Известные представители
- Фаминцын, Александр Сергеевич (1841—1896) — музыкальный критик и композитор.
- Фаминцын, Андрей:[править]  -  Фаминцын, Андрей Егорович (1714—1787) — генерал-майор, директор московского Генерального госпиталя.
  -  Фаминцын, Андрей Сергеевич (1835—1918) — ботаник, ординарный академик Императорской Санкт-Петербургской Академии наук, общественный деятель.
- Фаминцын, Егор:[править]  -  Фаминцын, Егор Иванович (?—1731) — генерал-майор, обер-комендант Санкт-Петербургской крепости. 
  -  Фаминцын, Егор Андреевич (1736—1822) — харьковский вице-губернатор, директор Московского ассигнационного банка.
- Фаминцын, Сергей Андреевич (1747—1819) — генерал-поручик, герой русско-турецкой войны 1769—1774 годов.